# Pools-Tsjechoslowaakse Confederatie

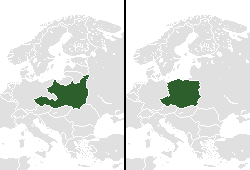
Kaarten van de Polen-Tsjechoslowaakse Confederatie. Aan de linkerkant is een kaart met de grenzen van vóór de Tweede Wereldoorlog, en aan de rechterkant zijn de naoorlogse grenzen.

De Pools-Tsjechoslowaakse Confederatie, of Pools-Tsjechoslowaakse Federatie, was een politiek concept uit de tijd van de Tweede Wereldoorlog, gesteund door de Poolse regering in ballingschap en, in mindere mate, het Verenigd Koninkrijk van Groot-Brittannie en Noord-Ierland en de Verenigde Staten van Amerika. Het was een revitalisering van het Intermarium-concept, waarbij de oprichting van een federatie op basis van Polen en Tsjechoslowakije werd voorgesteld. Het project had minder steun in de Tsjechoslowaakse regering in ballingschap, die geloofde dat het geen Poolse steun nodig had tegen de Sovjet-Unie, en werd uiteindelijk ten onder gebracht door de groeiende Sovjet-dominantie, omdat Jozef Stalin geen sterke en onafhankelijke federatie in Europa wilde die zijn ontwerpen voor Oost-Europa zou kunnen bedreigen.